# فرودگاه صحرایی آکنو
فرودگاه صحرایی آکنو (به انگلیسی: Akeno Air Field) (به زبان بومی: 明野飛行場) یک فرودگاه نظامی است که یک باند فرود بتن دارد و طول باند آن ۵۰۰ متر است. این فرودگاه در شهر ایسه، میه کشور ژاپن قرار دارد و در ارتفاع ۶ متری از سطح دریا واقع شده‌است.